# Nature Reviews Gastroenterology & Hepatology
Nature Reviews Gastroenterology & Hepatology é uma publicação periódica mensal revisada por pares publicada pela Nature Portfolio. Assim como outros periódicos de revisão, foi estebelecida em meados de 2004, inicialmente denominada de Nature Clinical Practice Gastroenterology & Hepatology, obtendo seu título atual em abril de 2009. A edição do periódico é de responsabilidade de Katrina Ray.
De acordo com o Journal Citation Reports, o periódico possuía, em 2021, um fator de impacto de 108.555, sendo classificado em primeiro lugar dentre 93 periódicos na categoria de "Gastroenterologia e Hepatologia". Ainda, como divulgado pelo Superfund Research Program, do National Institute of Environmental Health Science, possuía, em meados de 2005, um fator de impacto de 53.106, sendo considerado um membro da categoria de "periódicos de alto impacto".

## Publicações
O conteúdo inclui artigos editoriais e de opinião, destaques da literatura atual, comentários sobre a aplicação de pesquisas recentes para atendimento prático ao paciente, revisões e estudos de caso. Seu escopo inclui patologia, diagnóstico e tratamento de doenças do trato gastrointestinal, fígado, pâncreas, vesícula biliar e trato biliar, como distúrbios gastrointestinais funcionais, doenças inflamatórias, câncer, infecção e distúrbios nutricionais.

## Indexação e abstratação
O periódico é indexado e abstratado por Index Medicus/MEDLINE, PubMed, EMBASE/Excerpta Medica, Science Citation Index Expanded, Current Contents/Clinical Medicine, CINAHL, CAB Abstracts, Chemical Abstracts Service e Scopus. Ainda, a publicação apresenta dois International Standard Serial Numbers, um para as edições impressas e outro para a versão online digitalizada.